# Rendsburg Port

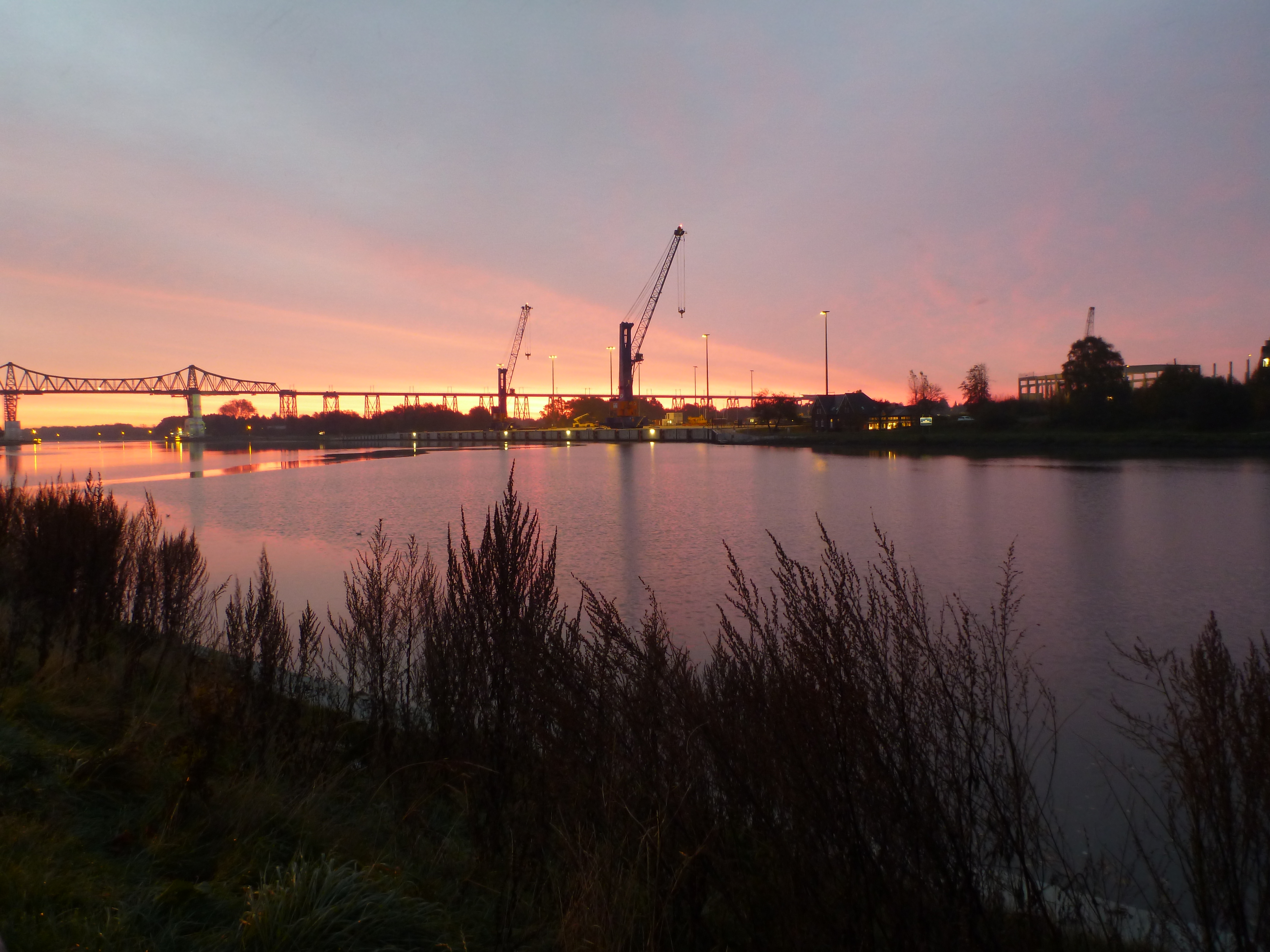
Rendsburg Port vom Kreishafen. Im Hintergrund die Rendsburger Hochbrücke

Rendsburg Port ist ein Hafen in Schleswig-Holstein. Er liegt in Osterrönfeld direkt am Nord-Ostsee-Kanal und ist aufgrund seiner Bauart, Ausstattung und unmittelbaren Nähe zu einem 50 Hektar großen Gewerbegebiet insbesondere für den Umschlag von Stückgut, Schwergut, Projektladung und Containern geeignet.  
Eigentümer des Hafens ist die Rendsburg Port Authority GmbH
Die Schramm Group aus Brunsbüttel ist seit 1. Januar 2016 alleiniger Gesellschafter des Hafenbetreibers Rendsburg Port GmbH.

## Lage
Der Hafen liegt in Osterrönfeld, auf der Südostseite des Nord-Ostsee-Kanals bei Kanalkilometer 63 gegenüber der Stadt Rendsburg und dem dort befindlichen Kreishafen.
Rendsburg Port ist über eine schwerlastfähige Straße mit einem 50 Hektar großen Gewerbegebiet verbunden. Darin sind Produktions- und Dienstleistungsunternehmen der Windkraft-, Maschinenbau- und Schwergutbranche ansässig. Der Schwerlasthafen Rendsburg verfügt außerdem über Anschluss an die Bundesstraßen B 77 und B 202 sowie an die Bundesautobahn 210 in Richtung Kiel und an die Bundesautobahn 7. Der in Rendsburg liegende Bahnhof verfügt über eine öffentliche Verladerampe für Güter. 
Aufgrund seiner Lage dient der Hafen als Bindeglied zwischen Norddeutschland/Mitteleuropa, Skandinavien und den Ostsee-Anrainerstaaten.

## Nautische Bedingungen
Rendsburg Port verfügt über zwei Liegeplätze für Schiffe, die eine Länge von 235,0 m, eine Breite von 32,5 m und einen Tiefgang von 9,5 m nicht überschreiten.

## Suprastrukturen
| Hafenmobilkrane         | Gottwald GHMK 3405 - 100 to       | Im Tandembetrieb bis zu 250 to Tragfähigkeit. Beide Krane lassen sich individuell positionieren und auf den jeweiligen Kundenwunsch variabel einrichten. |
| Hafenmobilkrane         | Gottwald GHMK 8610 - 150 to       | Im Tandembetrieb bis zu 250 to Tragfähigkeit. Beide Krane lassen sich individuell positionieren und auf den jeweiligen Kundenwunsch variabel einrichten. |
| Equipment               | Bromma EH U Spreader              | für den Containerumschlag |
| Equipment               | Globus Zweikran H-Traverse 250 to | für den Tandembetrieb beider Hafenmobilkrane |
| Equipment               | Globus Spreiztraverse WLL 25t     | zum Handling spezieller, überlanger Lasten |
| 2 × Seacom Schwanenhals | SH36, 36 to                       | |
| Schwerlastgabelstapler  | Hyster 5,5 to                     | |
| Schwerlastgabelstapler  | Hyster 16 to                      | |
| Reach-Stacker           | Hyster 45 to                      | |
| Terminal-Zugmaschinen   | Terberg Tugmaster RT222           | |
| Terminal-Zugmaschinen   | Kalmar TR 618                     | |
| Rolltrailer             | 2 × Seacom 90 to                  | |
| Rolltrailer             | 6 × Seacom 60 to                  | |
| Rolltrailer             | 6 × Seacom 50 to                  | 3,0 m Breite für spezielle Ladung |
| Geräte-/Lagerhalle      | 450 m²                            | |

Eine Besonderheit stellen bei den Umschlaggeräten die beiden Hafenmobilkräne dar. Im synchronisierten Tandembetrieb können die beiden Kräne zusammen Güter mit einem Gewicht von bis zu 250 Tonnen umschlagen. Dabei steuert der Kranführer die beiden Geräte mit einer Fernbedienung außerhalb des Kranführerhauses. Die Kräne bewegen sich nicht auf Kranschienen, sondern können aufgrund der Gummibereifung im Hafen flexibel eingesetzt werden. Auch die Hafenfläche und der Kai sind für den Schwergutumschlag ausgelegt. Für den Umschlag stehen eine Terminalfläche von 22.000 m² und eine Vorstaufläche von 15.000 m² zur Verfügung. Die gesamte Hafenanlage kann mit bis zu 90 t/m² belastet werden. 
Der Rendsburg Port ist über eine schwerlastfähige und kreuzungsfreie Straße mit einem interkommunalen Gewerbegebiet verbunden. Dieses Gebiet weist hafennahe Flächen von insgesamt 500.000 m² auf.

## Kooperationen
Der Rendsburg Port ist u. a. in der Hafen-Kooperation Offshore-Häfen Nordsee SH als Schwerlasthafen registriert. Ziel dieser Hafenkooperation ist es, den Betreibern von Offshore-Windparks ein maritimes Angebot zur Installation und Versorgung anzubieten. Weitere Mitglieder dieser Kooperation sind die Hafenstandorte Brunsbüttel, Büsum, Dagebüll, Helgoland, Husum, Hörnum, List und Wyk auf Föhr. Vereinbart hat die Kooperation den Schwerpunkt „Produktions-, Logistik- und Service-Häfen für Offshore-Windparks“.
Die Rendsburg Port Authority GmbH, sowie die Rendsburg Port GmbH sind Mitglied des Gesamtverbandes Schleswig-Holsteinischer Häfen e.V. Dieser Verband ist ein freiwilliger Zusammenschluss von Hafenbetreibern und Hafenwirtschaftsunternehmen. Aufgabe des Vereins ist es, gemeinsame Interessen gegenüber Wirtschaft, Politik und Behörden zu vertreten. Des Weiteren soll auf diese Weise der Erfahrungsaustausch untereinander in hafentechnischen und hafenwirtschaftlichen Fragen gefördert werden.
Zudem ist Rendsburg Port Mitglied im Zentralverband der deutschen Seehafenbetriebe e.V., dem Bundesverband der am Seegüterumschlag in den Seehäfen beteiligten Betriebe.